# 114659 Sajnovics
A 114659 Sajnovics (ideiglenes jelöléssel 2003 FJ7) a Naprendszer kisbolygóövében található aszteroida. Sárneczky Krisztián fedezte fel 2003. március 28-án.
Nevét Sajnovics János (1733 – 1785) nyelvész, csillagász után kapta.